# Neopachylus mamillosus
Neopachylus mamillosus is een hooiwagen uit de familie Gonyleptidae.